# 里仁鄉 (鄰水縣)
里仁鄉，是四川省鄰水縣下轄的一個鄉級行政單位。

## 沿革[1]
- 1953年4月24日，第六區(九龍區)公所從九龍鄉划出6個村，增建里仁鄉人民政府。1956年1月，里仁鄉併入九龍鄉，里仁鄉人民政府撤銷。